# Самосаботаж
Самосаботаж — це поведінка, яка свідомо або підсвідомо перешкоджає досягненню власних цілей та бажань. Це явище, яке часто виникає через внутрішні конфлікти, страхи та низьку самооцінку, що може негативно впливати на кар'єру, стосунки, особистий розвиток та загальне благополуччя.

## Історія досліджень самосаботажу
Поняття «самосаботажу» вперше було сформульовано психологами в середині XX століття в контексті досліджень людської мотивації. У 1961 році психолог Абрагам Маслоу висловив ідею про те, що людина іноді «боїться» власного потенціалу, уникаючи ситуацій, в яких могла б проявити себе.
Впродовж наступних десятиліть дослідження у сфері самосаботажу продовжувалися, зокрема, з розвитком когнітивно-поведінкової терапії, яка розглядає самосаботаж як певний набір негативних переконань і автоматичних думок, що перешкоджають успіху.

## Психологічні основи самосаботажу
Психологічні теорії самосаботажу включають концепції:
1. Когнітивного дисонансу. Самосаботаж може виникати через суперечності між бажаннями людини та її реальними діями. Наприклад, якщо людина прагне досягти успіху, але водночас сумнівається у власних можливостях, це може призвести до самосаботажу.
2. Конфлікту цілей. Іноді люди одночасно бажають протилежних речей, наприклад, успіху і безпеки. Прагнення безпеки може обмежувати готовність до ризику, що перешкоджає досягненню амбітних цілей.
3. Автоматичних негативних переконань. У людей із низькою самооцінкою або негативним ставленням до себе можуть виникати переконання, що вони не заслуговують успіху або визнання.

## Факти та статистика про самосаботаж
- Понад 70 % людей у світі визнають, що мають труднощі з прокрастинацією, яка є однією з форм самосаботажу. Близько 20 % з них відзначають, що прокрастинація суттєво впливає на їх продуктивність та життя.
- Наукові дослідження показують, що люди, схильні до перфекціонізму, часто зіштовхуються із самосаботажем. Близько 30-40 % перфекціоністів мають труднощі з досягненням успіху через постійні сумніви та бажання уникнути невдач.
- У дослідженнях самосаботажу серед працівників офісу з'ясувалося, що біля 50 % респондентів мали епізоди самосаботажу на роботі через страх не виправдати очікування керівництва або колег.

## Види самосаботажу
Самосаботаж може проявлятися в різних формах, зокрема:
1. Прокрастинація — відкладання важливих справ на потім, що призводить до низької продуктивності та почуття провини.
2. Перфекціонізм — прагнення до недосяжної досконалості, яке створює постійне незадоволення власними результатами.
3. Надмірний самокритицизм — тенденція до жорсткої самокритики, що знижує самооцінку та віру у власні сили.
4. Низька впевненість у собі — сумніви щодо власної здатності досягати успіху, що заважають братися за нові проєкти чи виклики.
5. Пошук «зони комфорту» — уникнення будь-яких змін, що могло б призвести до розвитку, через страх перед невідомим.

## Самосаботаж у професійному житті
В професійному середовищі самосаботаж може проявлятися у вигляді:
- Відкладення важливих завдань. Працівники можуть відкладати завдання, які вимагають нових навичок або здаються надто складними, через страх провалу.
- Невпевненість у власних навичках. Багато людей мають труднощі із самоствердженням, сумніваючись у своїй компетентності, навіть якщо їхній досвід і знання дозволяють досягти високих результатів.
- Виснаження та вигоряння. Постійний внутрішній тиск та самообмеження можуть призвести до вигоряння, особливо якщо робота стає джерелом постійного стресу.

## Самосаботаж у стосунках
Самосаботаж також часто впливає на романтичні стосунки, а також стосунки з родиною та друзями:
- Уникнення близькості. Людина може боятися прив'язаності, що призводить до уникнення серйозних стосунків.
- Самозвинувачення. Деякі люди схильні до надмірного самозвинувачення у конфліктах, що може перешкоджати здоровій комунікації.
- Тестування партнера. Деякі люди підсвідомо створюють проблеми у стосунках, перевіряючи, чи партнер готовий залишитися з ними попри труднощі.

## Причини самосаботажу
До основних причин самосаботажу відносять:
- Страх невдачі. Багато людей бояться, що не зможуть досягти успіху або що їхні зусилля виявляться марними.
- Негативний досвід у минулому. Невдачі, пережиті в минулому, можуть формувати обмежувальні переконання про власну компетентність.
- Невпевненість у власних силах. Низька самооцінка зменшує готовність ризикувати, що ускладнює досягнення особистісного або професійного росту.

## Стратегії та методи подолання самосаботажу
Психологи та коучі рекомендують кілька стратегій для подолання самосаботажу:
1. Аналіз думок та переконань. Запис думок та переконань, що сприяють самосаботажу, допомагає зрозуміти їхню ірраціональність та вплив на поведінку.
2. Встановлення малих цілей. Поділ цілей на менші, досяжні етапи дозволяє знизити стрес та зміцнити впевненість у власних силах.
3. Позитивні афірмації та самопідтримка. Робота над позитивним ставленням до себе допомагає сформувати більш продуктивні переконання.
4. Терапія. Когнітивно-поведінкова терапія (КПТ) та терапія, заснована на усвідомленні, є ефективними методами для зміни негативних мисленнєвих шаблонів.

## Вплив самосаботажу на психічне здоров'я
Хронічний самосаботаж може мати серйозний вплив на психічне здоров'я, призводячи до:
- Депресії. Постійне відчуття власної некомпетентності та невдач може призвести до депресивних епізодів.
- Тривожних розладів. Тривожність часто посилюється через надмірний самоконтроль та страх невдач.
- Зниження самооцінки. Самосаботаж призводить до постійних сумнівів щодо власної цінності, що негативно позначається на самооцінці.